# 在ペルー日本大使公邸占拠事件
在ペルー日本大使公邸占拠事件（ざいペルーにほんたいしこうていせんきょじけん）は、1996年（平成8年）12月17日（現地時間）に、ペルーの首都リマで起きた左翼ゲリラによる駐ペルー日本国大使公邸占拠事件。1997年（平成9年）4月22日、ペルー軍特殊部隊が突入し、人質が解放されて終結するまで4ヵ月以上に及んだ。在ペルー日本大使公邸人質事件ともいう。

## 概要

### 襲撃・占拠

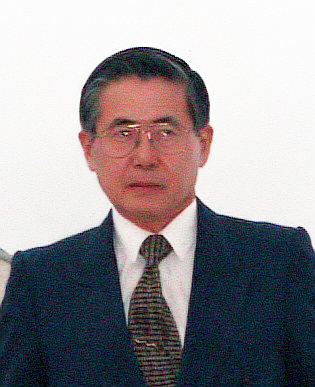
アルベルト・フジモリ大統領

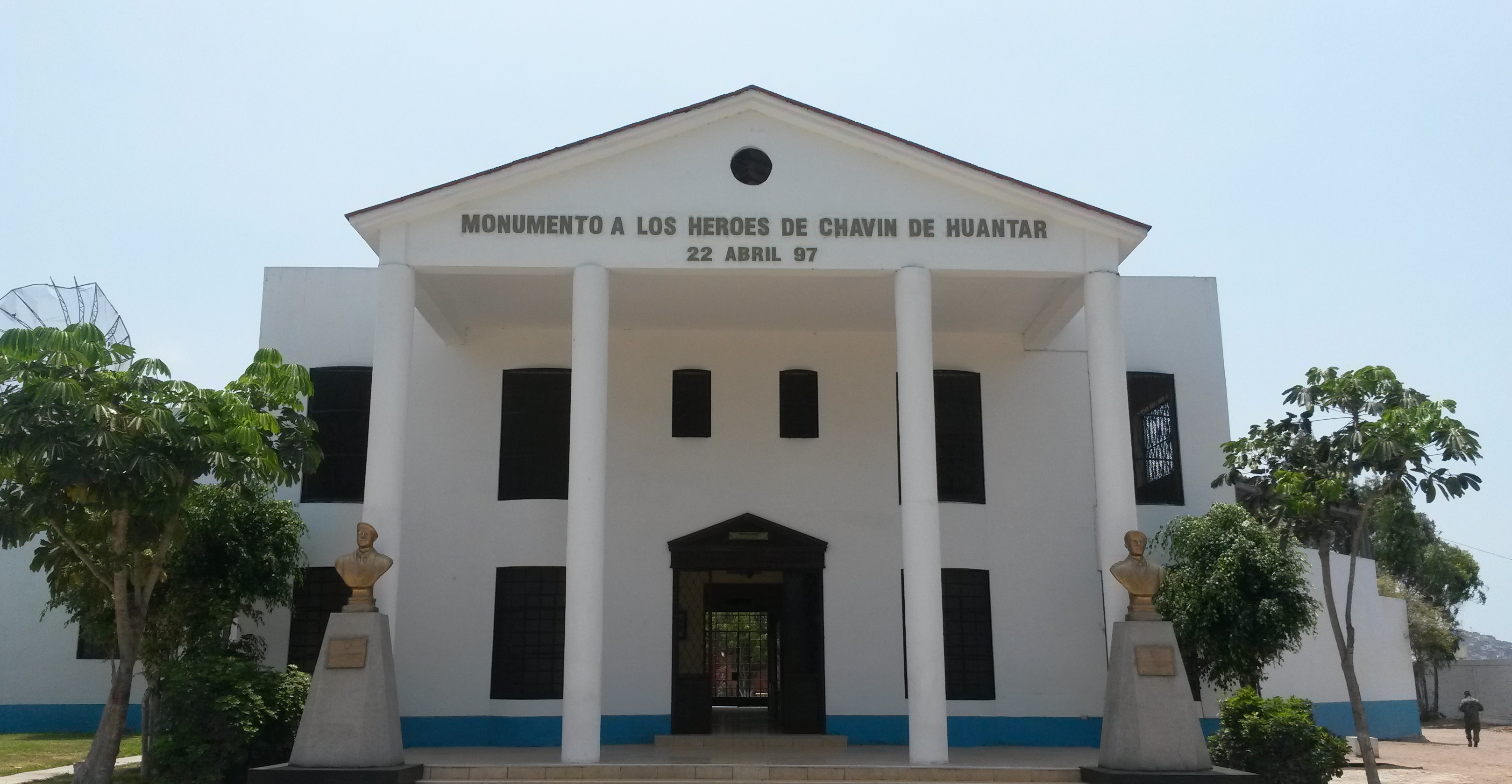
突入作戦の訓練用に造られた、在ペルー日本大使公邸のレプリカ（現在は事件の記念館として使用）

1996年（平成8年）12月17日夜、ペルーの首都リマの日本大使公邸では、青木盛久駐ペルー日本国特命全権大使をホストとして、一足早い天皇誕生日の祝賀レセプションが開催されていた。現地時間午後8時（日本時間18日午前10時）過ぎ、事件当時は空き家になっていた公邸に隣接する民家の塀を爆破し、黒い服装に赤い覆面姿の武装集団がレセプション会場に侵入した。
武装集団はネストル・セルパをリーダーとする左翼ゲリラ組織トゥパク・アマル革命運動 (MRTA) のメンバー14名で、青木大使をはじめとする日本大使館員、ペルー政府要人、各国の駐ペルー特命全権大使、日本企業のペルー駐在員ら622名を人質に取った。
その後、MRTAは「逮捕・拘留されているMRTAメンバー全員の釈放」「安全な脱出と人質の同行」「アルベルト・フジモリ政権による新自由主義的な経済政策の全面的な見直し」「戦争税（身代金）の支払い」という4項目の要求を提示した。さらに、公邸敷地内に対人地雷を設置するなど、治安当局による武力人質解放作戦に備えた。
当初、MRTAはペルー政府・軍の要人や日本大使館員など少数の人質確保を目的としていた。しかし、600名以上もの多数の人質を確保してしまったため、MRTAは人質になっていたミシェル・ミニグ赤十字国際委員会代表の求めに応じる形で、早期にフジモリ大統領の母親・ムツエを含む女性や老人（高齢者）、子供など200名以上の人質を解放し、その後も継続的に人質を解放した。また、アメリカ人の人質も早期解放されたが、これは単純にMRTAがアメリカ人を特定の目的としていないためであったが、アメリカ政府が自国民保護を理由に特殊部隊デルタフォースを現地に派遣し救出作戦を展開する事態を恐れたためではないかとの見方もあった。
しかし、元々人質として確保しようとしていたペルー政府要人および軍人、そして多数の日本大使館員や日本企業の駐在員が人質として大使公邸に留め置かれた。なお、人質となったのは男性のみで、女性は全員解放された。これはトイレを男女別に分ける必要があり、監視に手間取るからという理由であった。本事件の16年前に発生した在コロンビア ドミニカ共和国大使館占拠事件を前例として、MRTAが参考にしていたとも言われている。

### 事件報道の過熱
事件発生を受けて、日本の外務省や警察庁から数名の応援部隊が現地に急行したほか、多くの新聞やテレビの取材陣、ジャーナリストがリマに向かい、日本のテレビ放送はこの事件の報道一色になった。また、青木大使の息子は過熱したマスコミの取材攻勢を避け、国内での不慮の事態に備えて、勤務先から自宅待機を命じられた。

### 2つの方法

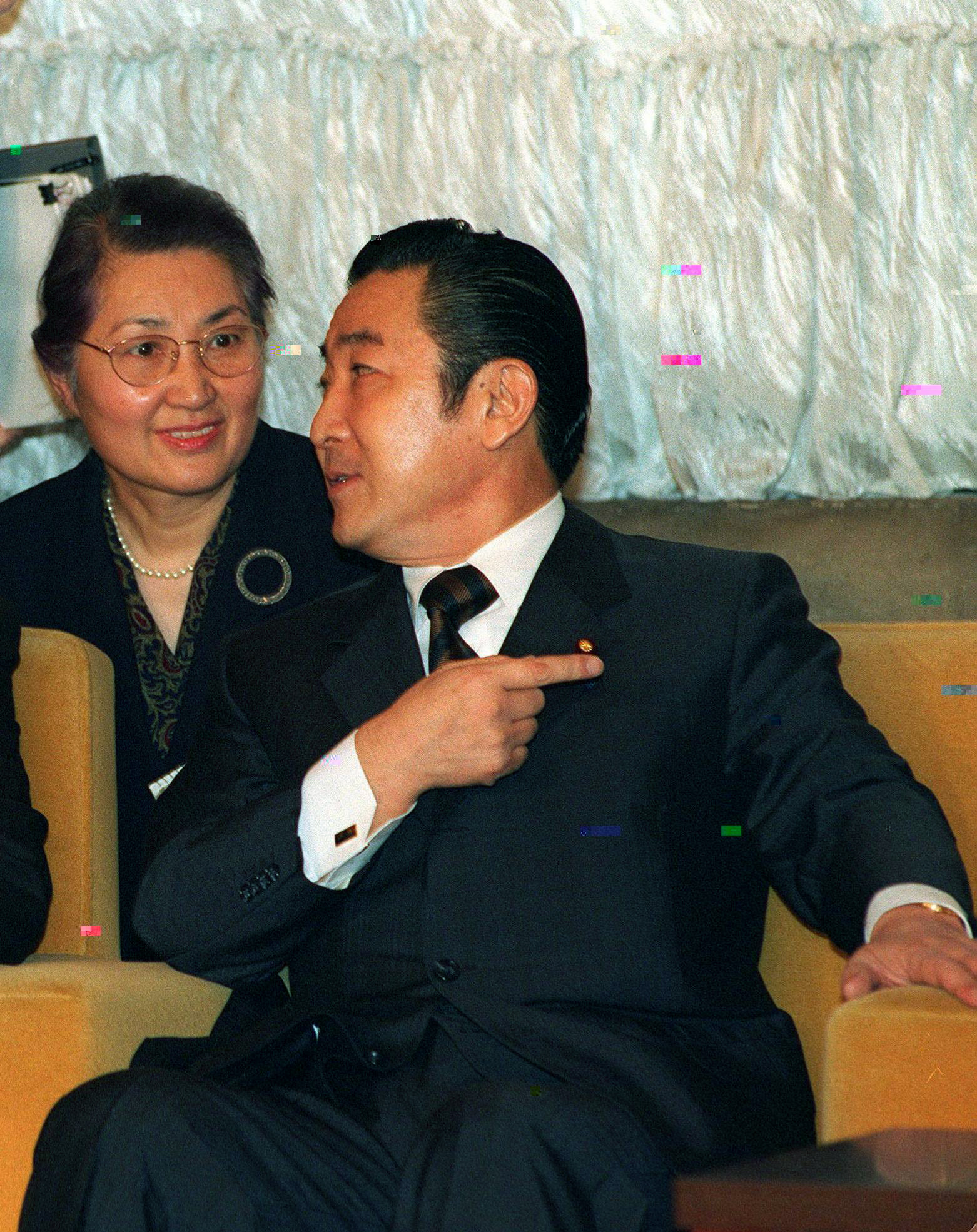
橋本龍太郎首相

ペルーのアルベルト・フジモリ大統領とブラディミロ・モンテシノス国家情報局顧問は、事件発生翌日には武力突入を検討していた。これに対し、事件直後に日本の橋本龍太郎首相の命を受けて現地入りした池田行彦外務大臣は「平和的解決を優先してほしい」と勧告したため、当面の間突入は見送られた。
なお、橋本首相は本事件対処のため外務省に設置された対策本部に、銀座の木村屋總本店で自ら購入したあんパン130個が入った剥き出しのトレーを両手で持ち運びながら差し入れたことから、後に「あんパン総理」などと揶揄されることになった。しかし、実際はペルーとの暗号化された安全な連絡手段（ホットライン）が外務省にしか存在せず、そのため外務省に赴かなければならないことを誤魔化すのが目的だったともいわれている。
事件発生から約1ヵ月が経過した1997年（平成9年）1月下旬、事件が膠着状況に陥ったことによる国内外からの批判の高まりや、内政の不安定を嫌ったフジモリ大統領の意を受けて、ペルー治安当局は武力突入計画の立案を始めた。当局は大使公邸と同じ間取り・建材を使ったレプリカを建造し、特殊部隊に突入訓練を繰り返し行わせた。また、現地への派遣は現実的ではなかったものの、日本警察の特殊急襲部隊（SAT）も大使公邸の間取りを一部再現し、突入訓練を実施した。

### テレビ朝日・広島ホームテレビの行動
事件から約3週間が経過した1997年（平成9年）1月7日、テレビ朝日のニュースネットワーク (ANN) の一員として取材を行っていた広島ホームテレビの取材チームが、ANN代表として「MRTA側の声明を取材し全世界に発信する」という目的で大使公邸への立ち入りを試みた。
テレビ朝日側の申し出はMRTA側に拒否された。人質に危害が加えられるような事態には至らなかったものの、人質のみならずマスコミ関係者の安全を無視した行動として、日本・ペルー両国政府のみならず、世界各国の報道機関から多くの非難が寄せられた。当初、テレビ朝日側は「テロリストとの対話を行おうとした」と主張し批判を無視し続けたものの、後に同社の伊藤社長が正式に謝罪した。

### トンネル掘削
2月1日、橋本首相とフジモリ大統領が事件発生後初めてカナダのトロントで会談し、橋本首相は改めて事件の平和的解決と事件解決への全面的支援を要請し、フジモリ大統領も橋本首相の要望に一定の理解を示した。
しかし、1月7日、ペルー治安当局はフジモリ大統領の発案による突入作戦の準備として、公邸に隣接する家屋より公邸地下に向けてトンネルの掘削作業を開始していた（合計7本）。なお、トンネル掘削に伴う騒音を消すため、大音量で軍歌を流し続けるなどのカモフラージュ作戦を行い、1月27日には大使館を包囲した軍とゲリラの間で銃撃戦が発生した。トンネルの存在はメディアによりスクープされてしまい、ゲリラ側にも察知されたが、ゲリラ側はトンネルが人質の脱出用に利用されるのではないかと考え、人質たちを公邸2階に集結させたため、突入作戦の実施にはむしろ好都合であった。

### 直接交渉の開始

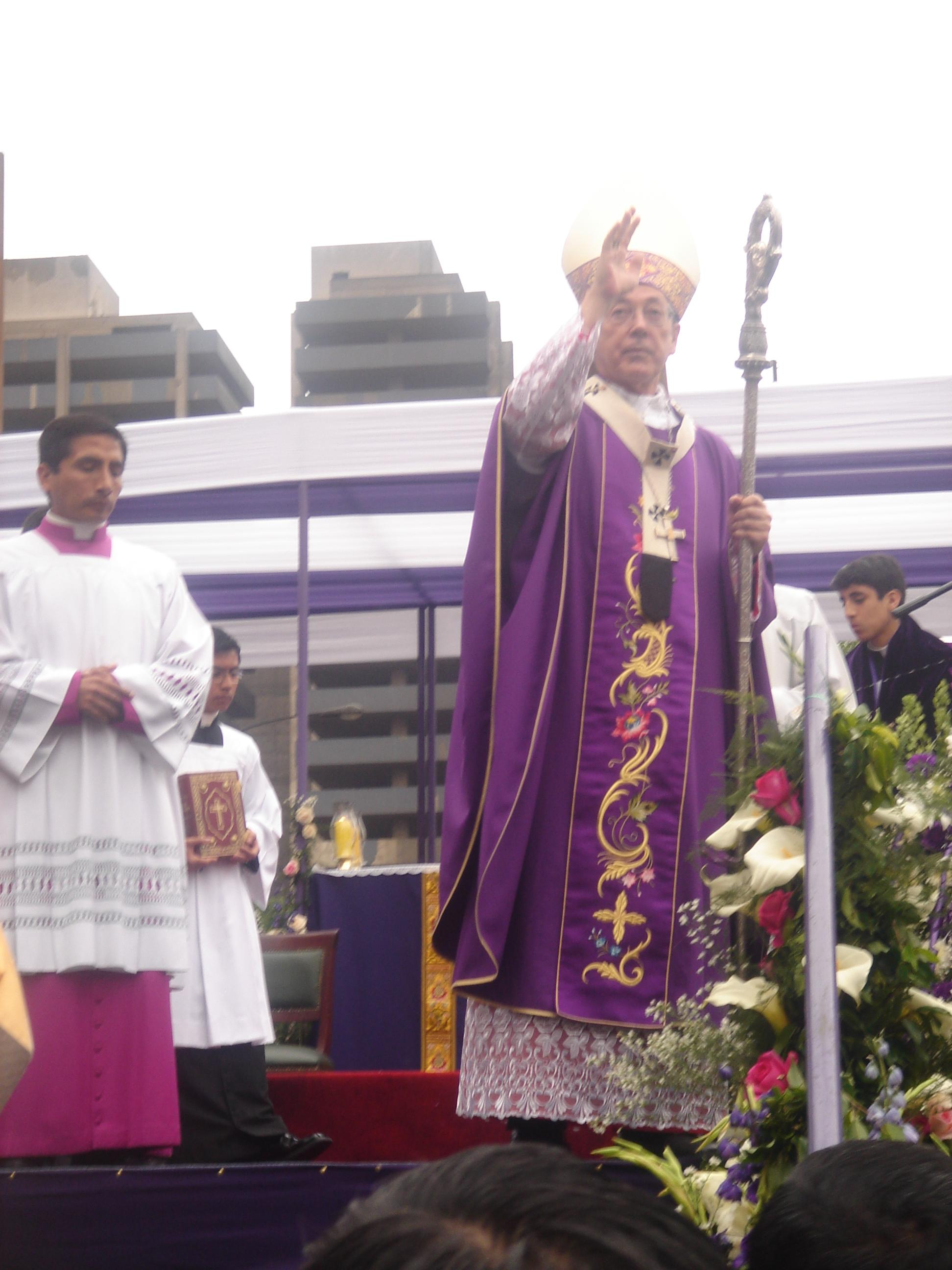
フアン・ルイス・シプリアーニ大司教

2月11日、ペルー政府とMRTAの間で直接交渉が開始され、ペルー政府代表のドミンゴ・パレルモ教育相と、中立的な立場から交渉をサポートする「保証人委員会」のメンバーとして、ミシェル・ミニグ赤十字国際委員会代表とフアン・ルイス・シプリアーニ大司教、アントニー・ビンセント駐ペルーカナダ特命全権大使が選任され、寺田輝介駐メキシコ日本特命全権大使も保証人委員会のオブザーバーとして参加した。
なお、シプリアーニ大司教は交渉の仲介役だけではなく、人質に医薬品や食料を差し入れ、犯人と人質の双方から信頼を得ていたが、ペルー政府の意向を受け、人質となったペルー海軍のルイス・アレハンドロ・ジャンピエトリ提督（2006年、副大統領に就任）らに小型の無線機などを提供していたほか、差し入れの医療器具やコーヒーポット、さらには聖書などにも多数の盗聴器を仕掛けていたことが後に明らかになった。

### キューバ亡命案

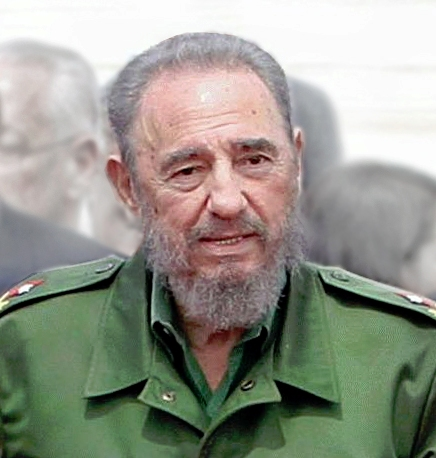
フィデル・カストロ首相

武力突入の可能性を探る一方で、ペルー国内の刑務所に収監中の政治犯2名を含むMRTAメンバー全員のキューバ出国による「平和的な事件解決」案も検討された。この可能性を探るためハバナを訪れたフジモリ大統領と会談したキューバのフィデル・カストロ首相も犯人グループを条件付きで受け入れる姿勢を見せた。
これを受けてセルパもキューバ亡命案を他のMRTAメンバーに申し出たが、メンバーにより却下され、この案による平和的解決の道は閉ざされることになった。なお、この会話は盗聴器によってペルー政府側に傍受されていた。

### 人質生活
事件直後から五月雨式に続いた解放により、人質の人数は1997年初頭には約100名、4月の事件解決時には70名程度となった。なお、上記のように女性は全員解放されていたため、人質は男性のみとなっていた。
最終的な人質の構成は、数名の閣僚や将校を含むペルー政府関係者と、駐ペルー日本大使館員、松下電器や日産自動車、三井物産など日本の大手企業の駐在員など日本人24名を含む72名となった。
人質たちは暇を潰し、お互いのコミュニケーションを促進するため、積極的に日本語とスペイン語の相互レッスンや、トランプやリバーシ、麻雀などのゲームに興じ、人質たちと交流するようになっていた。また、MRTAメンバーが参加することも珍しくなかった。
リマ市内の日本料理店からは連日、和食やインスタントラーメンなどが届けられ、ペルー人の人質やMRTAメンバーにも提供されたとの証言もある。また、多数の日本の報道陣がリマに詰めかけ、リマ市内の日本料理店から大量の日本料理の出前を取ったため、日本料理店の多くは特需とも言うべき盛況を享受したと言われている。

### チャビン・デ・ワンタル作戦

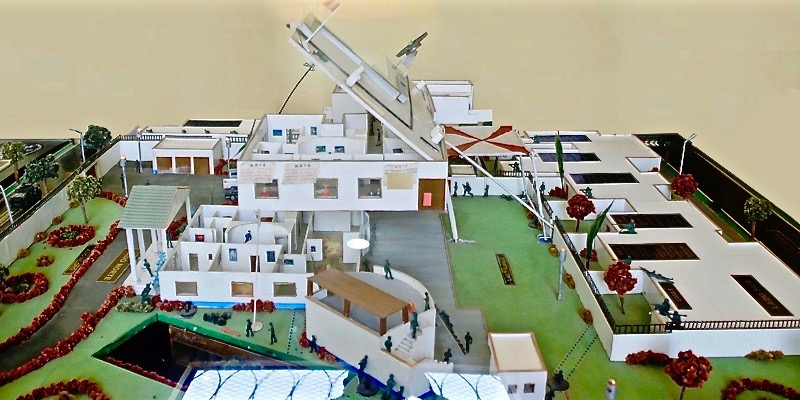
チャビン・デ・ワンタル作戦での突入訓練用の大使公邸模型

事件発生から127日が経過した4月22日、ペルー陸軍および海軍の特殊部隊で構成された特殊対テロ中隊「"Chavín de Huántar" No. 61」が公邸に突入し、最後まで拘束されていた72名の人質のうち71名を救出した。同年2月より掘削を進めていた公邸地下のトンネルを利用したことに特徴があり、作戦名も古代の大規模な地下通路で知られる世界遺産「チャビン・デ・ワンタル」に由来する。突入前、公には武力解決を回避することを主張していた橋本首相への事前通告はなかったとされている。
突入当日の午後、MRTAメンバーが日課となっていたインドアサッカーを始め、1名を除くMRTAメンバー全員が公邸1階に集結したことが、密かに持ち込まれた無線機を使用した人質のジャン・ピエトリ中将からの連絡により判明した。これを受けて突入作戦が決定され、その旨を受けたピエトリ中将らは2階にいた人質たちを急ぎ安全な場所に集結させた。
人質が2階に集結したことを受け、午後3時23分（日本時間23日午前5時23分）に突入作戦が開始された。掘削を進めていたトンネルの上部となる1階の床など数ヵ所を爆破し、その爆破孔と正門から特殊部隊が一斉に突入した。日本人の人質たちは部屋に留まるよう指示されていたが、突入作戦は知らされていなかった。後に人質の一人は、当時、暇潰しに麻雀に興じていた者の中には、突入時の混乱の中で「伏せろ」という声を聞き、麻雀牌を伏せることと勘違いした者もいたと証言している。作戦は成功し、ほとんどの人質は無傷で解放されたが、脱出時に転落したり、被弾したフランシスコ・トゥデラ外務大臣や青木大使ら複数の重軽傷者を出したほか、人質のカルロス・ジュスティ最高裁判事と、特殊部隊のフアン・バレル中佐、ラウル・ヒメネス中尉の計3名が殉職し、MRTAメンバー14名は全員死亡した。
なお、突入作戦の模様は、大使公邸周辺に事件の報道のため集結していた世界各国のテレビ局のカメラによって全世界に生中継で放送され、日本のテレビ局も通常の番組を中断して現場からの放送に切り替えた。映像には特殊部隊の突入や人質の脱出、公邸屋上に掲揚されていたMRTAの旗（大使館の国旗掲揚台ではない）が特殊部隊の兵士によって取り除かれる場面が収録されている。また、イギリス陸軍の特殊部隊SASから訓練を受けたペルー海軍特殊作戦部隊がFN P90を実戦で使用して話題になった。

## その後
殉職した特殊部隊兵士のバレル中佐とヒメネス中尉には、マスコミや市民団体を経由して日本から義捐金が寄せられた。また、脱出時に負傷し車椅子を使うことになった青木大使は、事件直後は代理人を葬儀に参列させたものの、犠牲になった兵士たちとカルロス・ジュスティ最高裁判事の墓前に向かい冥福を祈った。その後、ペルーを訪れる日本の国務大臣は、必ず3名の墓前を訪れている。

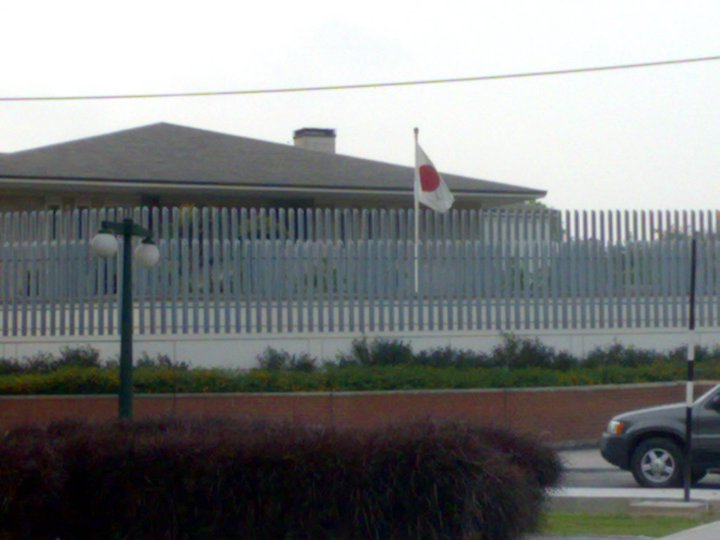
移転後の在ペルー日本国大使館（2012年）

大使公邸は同じサン・イシドロ地区の別の場所に移転した。新公邸は二重の塀に四方の監視塔、防弾仕様のゲートなどセキュリティーが大幅に強化されており、事件当時のようなパーティーやレセプションもほとんど行われなくなった。事件現場となった旧公邸は取り壊され、2011年に地元の不動産業者に売却されたが、2022年現在も更地のままとなっている。なお、外周の塀と扉はそのまま残されており、事件当時の弾痕が確認できる。突入訓練用に建造された大使公邸の実物大レプリカは事件後も保存されており「チャビン・デ・ワンタル博物館」として事件の資料が展示されている。
フジモリ大統領が下した突入の決断に対し、日本をはじめとする世界各国は大きな賛辞を贈った。しかし、後日、投降したMRTAメンバーを超法規的殺人により処刑した疑惑が浮上し、フジモリ大統領も訴追された。
- 2000年（平成12年）11月19日 - フジモリ大統領がペルー国内の反政府運動を受け辞任。日本に事実上の亡命。
- 2001年（平成13年）3月 - MRTAメンバーの墓を発掘し再検死。
- 2002年（平成14年）5月 - 特殊部隊の指揮官ら12名に殺人容疑で逮捕状。13日、うち1名を拘束。
- 2003年（平成15年）3月 - ペルー政府からの要請を受けた国際刑事警察機構が、フジモリ元大統領を人道犯罪容疑で国際手配。日本政府は身柄引き渡しを拒否。
- 2003年（平成15年）5月27日 - ペルー政府の嘱託を受けた東京地方裁判所が、MRTAメンバーの生存中の拘束を目撃していた元人質（当時の日本大使館一等書記官）を証人尋問。

この事件によりペルー国内だけでなく世界各国から非難を浴びたMRTAは、主要メンバーの大半をこの事件により喪失しただけでなく、国内外からの支援も途絶え、事実上の壊滅状態に追い込まれた。
2007年（平成19年）4月21日には、禁固32年の刑で服役中の指導者ビクトル・ポライは事件の武力解決10周年を期に共同通信へ書簡を寄せ、自らの武力革命路線の敗北を認め武闘路線の放棄を表明した。
本事件では、テロリストが人質に対して次第に同情的になり、本来、危険が迫れば処刑する予定だった人質を殺害できず、大半の人質が生還した。以上のことから、人質が犯人側に同情的になるストックホルム症候群の逆パターンとして、事件現場の地名にちなみリマ症候群という心理学用語が生まれた。

## 文献
- 青木盛久『人質 ペルー日本大使公邸の126日』クレスト社、1997年10月、ISBN 4877120599
- 石川荘太郎『テロリズムへの敗北 ペルー日本大使公邸占拠事件の教訓』PHP研究所、1998年1月、ISBN 456955914X
- 伊藤千尋『フジモリの悲劇 日本人が問われるもの』三五館、1997年11月、ISBN 4883201279
- 伊藤千尋『狙われる日本 ペルー人質事件の深層』（朝日文庫）朝日新聞社、1997年3月、ISBN 4022611936
- 梅本浩志『国家テロリズムと武装抵抗 鏡としてのペルー・ゲリラ事件』社会評論社、1998年5月、ISBN 4784503722
- NHKスペシャル「ペルー人質事件」プロジェクト『突入 ペルー人質事件の127日間』日本放送出版協会、1998年3月、ISBN 4140803657
- 太田昌国『「ペルー人質事件」解読のための21章』現代企画室、1997年8月、ISBN 4773897139
- 小倉英敬『封殺された対話 ペルー日本大使公邸占領事件再考』平凡社、2000年5月、ISBN 4582824358
- 共同通信社ペルー特別取材班編『ペルー日本大使公邸人質事件』共同通信社、1997年6月、ISBN 4764103842
- 齋藤慶一『人質127日 ペルー日本大使公邸占拠事件』文藝春秋、1998年7月、ISBN 4163542701
- 新川啓介『人質たちの1世紀 ペルー日本大使公邸人質事件と日系人』集英社、1998年4月、ISBN 4087831213
- 平山和充『突入 ペルー・リマ日本大使公邸人質事件もうひとつの真実』新声社、1998年1月、ISBN 4881993933
- アルベルト・フジモリ『アルベルト・フジモリ、テロと闘う』（中公新書ラクレ）中央公論新社、2002年2月、ISBN 4121500350 原著: Alberto Fujimori, Mis armas contra el terrorismo
- ルイス・ジャンピエトリ 『日本大使公邸襲撃事件 占拠126日と最後の41秒間』（沢田博訳 イースト・プレス、2009年）著者は掃討指揮官